# Sylvicola
Sylvicola (лат.) — род двукрылых из семейства разноножек.

## Описание
Среднего и крупного размера комары. Окраска тела от коричневой до красновато-коричневой. Крылья пятнистые. Радиальная жилка R2+3 сильно изогнута. Мембрана крыла покрыта волосками. Внешние морфологические признаки изменчивы, поэтому идентифицировать некоторые виды можно только по строению гениталий.

## Биология
Личинки являются сапрофагами, обитают в различном влажном растительном материале: в гниющих овощах, в бродящем соке деревьев, в помете крупных травоядных, в разлагающихся грибах. Некоторые виды развиваются в компосте. Вид Sylvicola cinctus обнаружен в разлагающемся трупе овцы.

## Классификация
Род насчитывает около 75 современных видов, из них в Палеарктике 12 видов.

## Палеонтология
Самые древние ископаемые представители рода известны из отложений верхнего мела.

## Распространение
Встречается всесветно.